# たにはらなつき
たにはらなつき（女性、8月18日 - ）は、日本のイラストレーター、原画家、漫画家。山口県出身、埼玉県在住。血液型はB型。かつてはCIRCUS、EDEN'S NOTESに所属していた。

## 略歴
2002年より美少女ゲームブランドCIRCUS所属、『D.C. White Season 〜ダ・カーポ ホワイトシーズン〜』から『D.C. 〜ダ・カーポ〜』シリーズに参加、七尾奈留の後を継ぎ、以降シリーズのメイン原画、およびキャラクターデザインを担当している。漫画版の『D.C. 〜ダ・カーポ〜』も執筆している。
過去に「Cherish」名義であやせりおと共に活動してもいた。
自画像は『D.C.P.S. 〜ダ・カーポ〜 プラスシチュエーション』以降に登場するたにはら自身がデザインしたキャラクター、紫和泉子ことピンクのクマ。
2009年にCIRCUSを退社後、クリエイター集団EDEN'S NOTESへ移籍、活動の幅を広げる。
2014年に独立、フリーのイラストレーターとして活動。

## 参加作品

### PCゲーム
CIRCUS
- D.C.シリーズ
  - D.C. White Season 〜ダ・カーポ ホワイトシーズン〜
  - D.C.P.C. 〜ダ・カーポ〜 プラスコミュニケーション（新規追加分）
  - D.C. Summer Vacation 〜ダ・カーポ サマーバケーション〜
  - D.C. After Seasons 〜ダ・カーポ〜 アフターシーズンズ
  - D.C.II 〜ダ・カーポII〜
  - D.C.II Spring Celebration 〜ダ・カーポII〜 スプリング セレブレイション
  - D.C.II P.C. 〜ダ・カーポII〜 プラスコミュニケーション
  - D.C.II To You 〜ダ・カーポII〜 トゥーユー
  - D.C.II Fall in Love  〜ダ・カーポII〜 フォーリンラブ
  - D.C.P.K. 〜ダ・カーポーカー〜
  - D.C. Dream X'mas 〜ダ・カーポ〜 ドリームクリスマス
  - D.C.III 〜ダ・カーポIII〜
  - D.C.III R 〜ダ・カーポIII アール〜/X-rated
  - D.C.III P.P. 〜ダ・カーポIII プラチナパートナー〜
  - D.C.II Dearest Marriage 〜ダ・カーポII〜 ディアレストマリッジ
  - D.C.III With You 〜ダ・カーポIII〜 ウィズユー
  - D.C.III DreamDays 〜ダ・カーポIII〜 ドリームデイズ
  - D.C.4 〜ダ・カーポ4〜
  - D.C.4 Fortunate Departures 〜ダ・カーポ4〜 フォーチュネイトデパーチャーズ
  - D.C.4 Plus Harmony 〜ダ・カーポ4〜 プラスハーモニー
  - D.C.4 Sweet Harmony 〜ダ・カーポ4〜 スイートハーモニー
  - D.C.5 〜ダ・カーポ5〜
  - D.C.5 Future Link ～ダ・カーポ5～ フューチャーリンク[2]
  - D.C.5 Plus Happiness ～ダ・カーポ5～プラスハピネス
  - D.C. Re:tune ～ダ・カーポ～ リチューン[3]
- エターナルファンタジー
- ホームメイド スイーツ
- C.D.Christmas Days 〜サーカスディスク クリスマスデイズ〜
- CircusLand I 〜ドキ! ヒロインいっぱい初音島★コスプレミスコン祭り♪よりどりみどりで♪好きな子選んで着せ替え育成デートだょ 兄さん♪〜
- C.D.C.D.2 〜シーディーシーディー2〜
- D.S. -Dal Segno-
- D.S. i.F. -Dal Segno- in Future
- てんぷれっ!!

Lump of Sugar
- PrismRhythm -プリズムリズム-

F&C
- Canvas3 〜白銀のポートレート〜
- VALENTINE PINK

ぱじゃまソフト
- プリズム☆ま〜じカル 〜 PRISM Generations! 〜

La'cryma
- fortissimo//Akkord:Bsusvier
  - fortissimo EXS//Akkord:nächsten Phase

Navel
- SPIRAL!!

Navel honeybell
- 空飛ぶ羊と真夏の花 -When girls wish upon a star.-

FOUNDATION
- すたーらいと☆アイドル -COLORFUL TOP STAGE!-

mirai
- ハナヒメ*アブソリュート!

### 一般ゲーム
- D.C.P.S. 〜ダ・カーポ〜 プラスシチュエーション（角川書店/PS2）
- D.C. Four Seasons 〜ダ・カーポ〜 フォーシーズンズ（角川書店/PS2）
- D.C.II P.S. 〜ダ・カーポII〜 プラスシチュエーション（角川書店/PS2）
  - D.C.I&II P.S.P. 〜ダ・カーポI&II〜 プラスシチュエーションポータブル（角川書店/PSP）
- SAKURA 〜雪月華〜（プリンセスソフト/PS2）
- Canvas3 〜淡色のパステル〜（GN Software/PS2）
  - Canvas3 〜七色の奇跡〜（GN Software/PSP）
- 探偵オペラ ミルキィホームズ（ブシロード/PSP）
  - 探偵オペラ ミルキィホームズ1.5（ブシロード/PSP）
- 探偵オペラ ミルキィホームズ 2（ブシロード/PSP）
- D.C.III+ 〜ダ・カーポIII〜プラス（角川ゲームス/PSP）
- D.S. -Dal Segno-（エンターグラム/PS4、PS Vita）
- D.C.4 ～ダ・カーポ4～（エンターグラム/PS4、Nintendo Switch）
- D.C.III P.S. ～ダ・カーポIII プラスストーリー～（エンターグラム/PS4、Nintendo Switch）[4]

### ブラウザゲーム・スマホアプリ
- 大疾走！ミルキィホームズ ターボ（ブシモ/iOS、Android）
- ゆず・ぱら（Mobage）
- 神狩デモンズトリガー（ブシモ/iOS、Android）
- 桃色大戦ぱいろん（エクストリーム）
- 円環のパンデミカ code-S-（東映アニメーション/iOS、Android）
- 天歌統一ぷろじぇくと（マーベラス、DMM GAMES）
- Idle Explorer（スマイルメーカー）
- ジェミニシード（DMM GAMES）
- 47 HEROINES（YUNUO GAMES）
- エンジェリックリンク（DMM GAMES）
- 千年戦争アイギス（DMM GAMES）

### アニメ
メインスタッフ
- 探偵オペラ ミルキィホームズ（キャラクター原案）
  - 探偵オペラ ミルキィホームズ 第2幕（キャラクター原案）
  - 探偵オペラ ミルキィホームズ Alternative ONE & TWO（キャラクター原案）
  - ふたりはミルキィホームズ（キャラクター原案）
  - 探偵歌劇 ミルキィホームズ TD（キャラクター原案）
- D.C.III 〜ダ・カーポIII〜（キャラクター原案）

ゲスト
- 俺たちに翼はない（第9話エンドカードイラスト）
- 僕は友達が少ない（第4話劇中ゲームイラストデザイン）
- 俺の妹がこんなに可愛いわけがない。（第10話エンディングイラスト）
- バミューダトライアングル 〜カラフル・パストラーレ〜（第2話エンドカードイラスト）
- かぎなど（第2話エンドカードイラスト）

### 漫画
- D.C. 〜ダ・カーポ〜（全2巻）
- D.C.S.G. 〜ダ・カーポ セカンドグラデュエーション〜（Cherish名義、全3巻）

### 小説挿絵
- 雨野智晴「詠う少女の創楽譜」（MF文庫J）
- あさのハジメ「桃音しおんのラノベ日記」（講談社ラノベ文庫）
- みかづき紅月「妹邪気眼!」（美少女文庫）
- わかつきひかる「お姉ちゃん先生が料理してあげる♥」（美少女文庫）
- 箕崎准「ヤンデレ彼女がいっぱいすぎる！」（美少女文庫）
- 嵩夜あや「寵姫転生 美少年になって後宮潜入!?」（美少女文庫）
- 雨野智晴「純情なサキュバスだっているんです!」（美少女文庫）

### 画集
- たにはらなつき画集 featuring 探偵オペラ ミルキィホームズ『ミルキィスケッチ』[5]

### その他
- アクエリアンエイジ - カードイラスト
- コラム「萌えはココロのうるおい」（コンプティーク2007年7月号〜）
- 月刊コンプエース - ピンナップ
- カードファイト!! ヴァンガード - カードイラスト
- 牙狼〈GARO〉 -魔戒ノ花- - 第11話劇中漫画イラスト[6]
- 抱き枕カバー 華枕シリーズ（スタイラス） - サクヤヒメ、百日草、リンドウ、カガリビバナ、カザニア

## 出演
- 情報アキハバラエティ はばラジ（2007年10月18日、第81回ゲスト）
- D.C.toVCラジオ（2009年11月26日、第28回ゲスト）
- ミルキィホームズ 探偵学院放送室2（2011年1月9日、第14回ゲスト）